# 운중초등학교
운중초등학교는 대한민국 경기도 성남시 분당구에 있는 공립 초등학교이다.

## 연혁
- 2009년 1월 2일 운중초등학교 설립 인가
- 2009년 2월 28일 교사 준공
- 2009년 3월 1일 초대 김경아 교장 취임
- 2009년 3월 1일 초등 6학급, 유치원 1학급 편성 개교
- 2009년 3월 2일 시업식
- 2009년 3월 2일 1학년 입학(남 10, 여 6)
- 2009년 3월 13일 병설유치원 입학(5세 15명, 4세 10명, 계 20명)
- 2009년 5월 1일 급식소 개소식
- 2009년 5월 1일 개교식
- 2009년 9월 1일 병설유치원 1개반 증설(총2학급)
- 2009년 9월 4일 초등학교 6개반 증설(12학급, 273명)
- 2010년 2월 11일 제1회 졸업식(54명)
- 2010년 3월 1일 초등학교 12학급, 병설유치원 2학급 편성(301명)
- 2010년 3월 2일 입학식(남 35명, 여 20명)
- 2010년 3월 17일 초등학교 1개반 증설(총 13학급)
- 2011년 2월 18일 제2회 졸업식(남 52명, 여 25명)
- 2011년 3월 1일 초등학교 2개 학급 증설, 총 15학급
- 2011년 3월 1일 교육과학기술부 지정 사교육 절감형 창의경영학교(~ 2014년 2월 28일)
- 2012년 2월 16일 제3회 졸업식(남 36, 여 32)
- 2012년 3월 1일 초등학교 2개반 증설(17학급), 특수학급 1학급 설치
- 2013년 2월 15일 제4회졸업식(남 39명, 여 53명)
- 2013년 3월 1일 제2대 이형우 교장 취임
- 2013년 3월 1일 초등학교 1학급 증설(총 18학급), 특수학급 1학급
- 2014년 2월 14일 제5회 졸업식(남 51명, 여 43명)
- 2014년 3월 1일 초등학교 1학급 증설(총 19학급), 특수학급 1학급, 병설유치원 2학급 편성
- 2014년 3월 1일 경기도교육청지정 혁신학교 준비교
- 2014년 3월 1일 성남형 교육지원사업 모델학교 선정